# Wróbel śródziemnomorski
Wróbel śródziemnomorski, wróbel południowy (Passer hispaniolensis) − gatunek małego ptaka z rodziny wróbli (Passeridae). Gniazduje na Półwyspie Iberyjskim, Sardynii, w południowo-wschodniej Europie, północnej Afryce oraz od Bliskiego Wschodu po Azję Środkową.

## Systematyka
Takson blisko spokrewniony z wróblem zwyczajnym (P. domesticus) i apenińskim (P. italiae), wszystkie trzy łączono dawniej w jeden gatunek. Wyróżniono dwa podgatunki P. hispaniolensis:
- P. hispaniolensis hispaniolensis – Półwysep Iberyjski do zachodniej Turcji, wschodnie wyspy Oceanu Atlantyckiego (Madera, Wyspy Kanaryjskie, Wyspy Zielonego Przylądka), północno-zachodnia Afryka.
- P. hispaniolensis transcaspicus – Bliski Wschód do południowego Kazachstanu, zachodnich Chin i Afganistanu; poza sezonem lęgowym także w północno-zachodniej części subkontynentu indyjskiego.

## Morfologia
Długość ciała około 15 cm, rozpiętość skrzydeł 23–26 cm; masa ciała 24–32 g.
Jest nieznacznie większy od wróbla domowego. Samice są nie do odróżnienia od samic wróbla domowego.

## Status
IUCN uznaje wróbla śródziemnomorskiego za gatunek najmniejszej troski (LC, Least Concern) nieprzerwanie od 1988 roku. Liczebność światowej populacji, obliczona w oparciu o szacunki organizacji BirdLife International dla Europy na rok 2015, zawiera się w przedziale 61–131,5 milionów dorosłych osobników. Trend liczebności populacji uznawany jest za spadkowy.